# Doodlebops
The Doodlebops é um grupo musical exibido no canal Disney Channel e também pelo Playhouse Disney Channel.
The Doodlebops são um grupo musical destinado a crianças. No seriado eles cantam e dançam e fazem de vida ensinadas de forma prática para que crianças de todas as idades entendam.
Tem como personagens:
- Dee-Dee (púrpura e rosa) (Lisa Lennox)
- Moe (amarelo, laranja e vermelho) (Jonathan Wexler)
- Rooney (azul) (Chad Macnamara)